# Острова Кайман на зимних Олимпийских играх 2014
Каймановы Острова принимали участие в зимних Олимпийских играх 2014 года, которые проходили в Сочи, Россия с 7 по 23 февраля. Единственный спортсмен Доу Трэверс во второй раз представил страну на Зимней Олимпиаде. Команда также состояла из четырёх официальных лиц.

## Горнолыжный спорт
В соответствии с квотами FIS, опубликованными 9 января 2014, Каймановы Острова квалифицировали на Олимпиаду одного атлета.
Мужчины
| Соревнование      | Спортсмены  | 1 спуск | 2 спуск | Всего | Отставание | Место |
| ----------------- | ----------- | ------- | ------- | ----- | ---------- | ----- |
| Гигантский слалом | Доу Трэверс | DNF     | DNF     | DNF   | DNF        | DNF   |
| Слалом            | Доу Трэверс | 1:07,03 | 76      | DNF   | DNF        | DNF   |